# Prealpi di Digne
Le Prealpi di Digne (dette anche Prealpi Centrali di Provenza) sono un gruppo montuoso delle Prealpi di Provenza che si trovano nel dipartimento delle Alpi dell'Alta Provenza.
Prendono il nome dalla città di Digne-les-Bains.

## Classificazione
Secondo la Partizione delle Alpi del 1926 questo gruppo alpino apparteneva alla sezione alpina delle Alpi di Provenza.
La letteratura specialistica francese le considera come un massiccio montuoso autonomo.
La SOIUSA le vede come sottosezione alpina ed attribuisce loro la seguente classificazione:
- Grande parte = Alpi Occidentali
- Grande settore = Alpi Sud-occidentali
- Sezione = Alpi e Prealpi di Provenza
- Sottosezione = Prealpi di Digne
- Codice = I/A-3.II

## Delimitazioni
Ruotando in senso orario i limiti geografici sono: Col de Maure, torrente Bès, fiume Bléone, Col de Chalufy, torrente Issole, fiume Verdon, Lago di Sainte-Croix, altipiano di Valensole, fiume Durance, torrente Blanche, Col de Maure.

## Suddivisione
Si suddividono in due supergruppi, otto gruppi e 19 sottogruppi:
- Prealpi Meridionali di Digne (A)[3]
  - Catena Cheval Blanc-Allier (A.1)
    - Gruppo Boules-Carton-Côte Longue (A.1.a)
      - Catena Boules-Carton (A.1.a/a)
      - Catena Lachen-Côte Longue (A.1.a/b)

    - Gruppo Cheval Blanc-Pompe-Meunier (A.1.b)
      - Catena Cheval Blanc-Tournon (A.1.b/a)
      - Catena Pompe-Blanche (A.1.b/b)
      - Catena Séoune-Meumier (A.1.b/c)

    - Gruppo Sapée-Allier (A.1.c)
    - Gruppo Castellard-Aup (A.1.d)

  - Catena Couard-Cousson (A.2)
    - Cresta Couard-Coupe (A.2.a)
    - Cresta del Cousson (A.2.b)

  - Catena Mourre de Chanier-Sapée (A.3)
    - Gruppo del Mourre de Chanier (A.3.a)
    - Gruppo Sapée-Vibres (A.3.b)

  - Catena Montdenier-Barbin (A.4)
    - Gruppo di Montdenier (A.4.a)
    - Gruppo Barbin-Collet Barris (A.4.b)
- Prealpi Settentrionali di Digne (B)[4]
  - Catena delle Cimettes (B.5)
    - Gruppo del Grand Puy (B.5.a)
    - Gruppo del Clot Ginoux (B.5.b)
    - Gruppo Charbonnier-Seymuit (B.5.c)

  - Catena Grande Gautière-Montserieux-Malaup (B.6)
    - Gruppo della Grande Gautière (B.6.a)
    - Cresta Montserieux-Malaup (B.6.b)

  - Catena Monges-Trainon (B.7)
    - Gruppo dei Monges (B.7.a)
    - Cresta Trainon-Dromont (B.7.b)

  - Catena Géruen-Mélan (B.8)
    - Gruppo Géruen-Bigue (B.8.a)
    - Gruppo Mélan-Vaumuse (B.8.b)

Il due supergruppi sono separati dal corso del fiume Bléone e si trovano, il primo, a sud di Digne-les-Bains ed il secondo a nord.

## Montagne

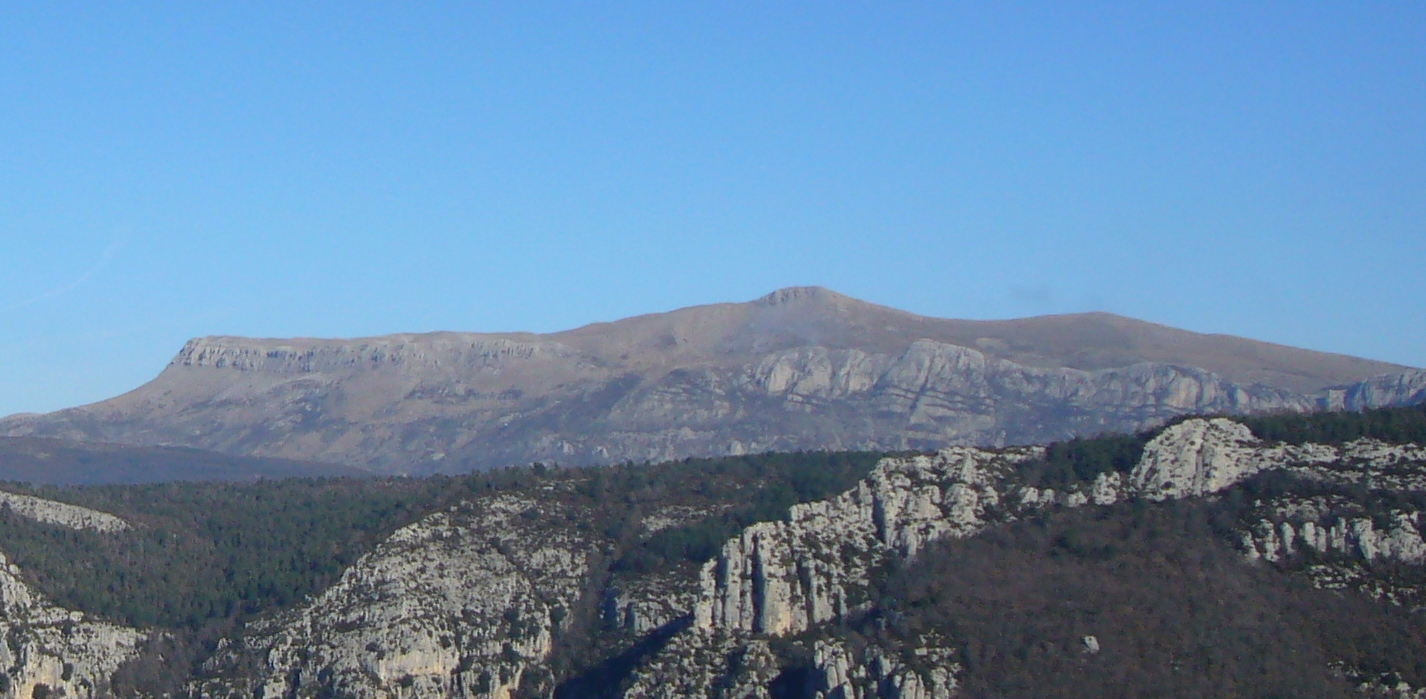
il Mourre de Chanier.

Le montagne principali sono:
- Cheval Blanc - 2.323 m
- Les Monges - 2.115 m
- Clot Ginoux - 2.112 m
- l'Oratoire - 2.071 m
- Tête Grosse - 2.032 m
- Laupie - 2.025 m
- Clos de Bouc - 1.962 m
- Montagne de Chine - 1.952 m
- Mourre de Chanier - 1.930 m
- Marzenc - 1.930 m
- Sommet de Nibles - 1.909 m
- Mont Chiran - 1.905 m
- Grand Mourre - 1.898 m
- Grande Cloche de Barles - 1.887 m
- Montagne de Jouere - 1.886 m
- Grande Gautière - 1.825 m